# Utopia Planitia

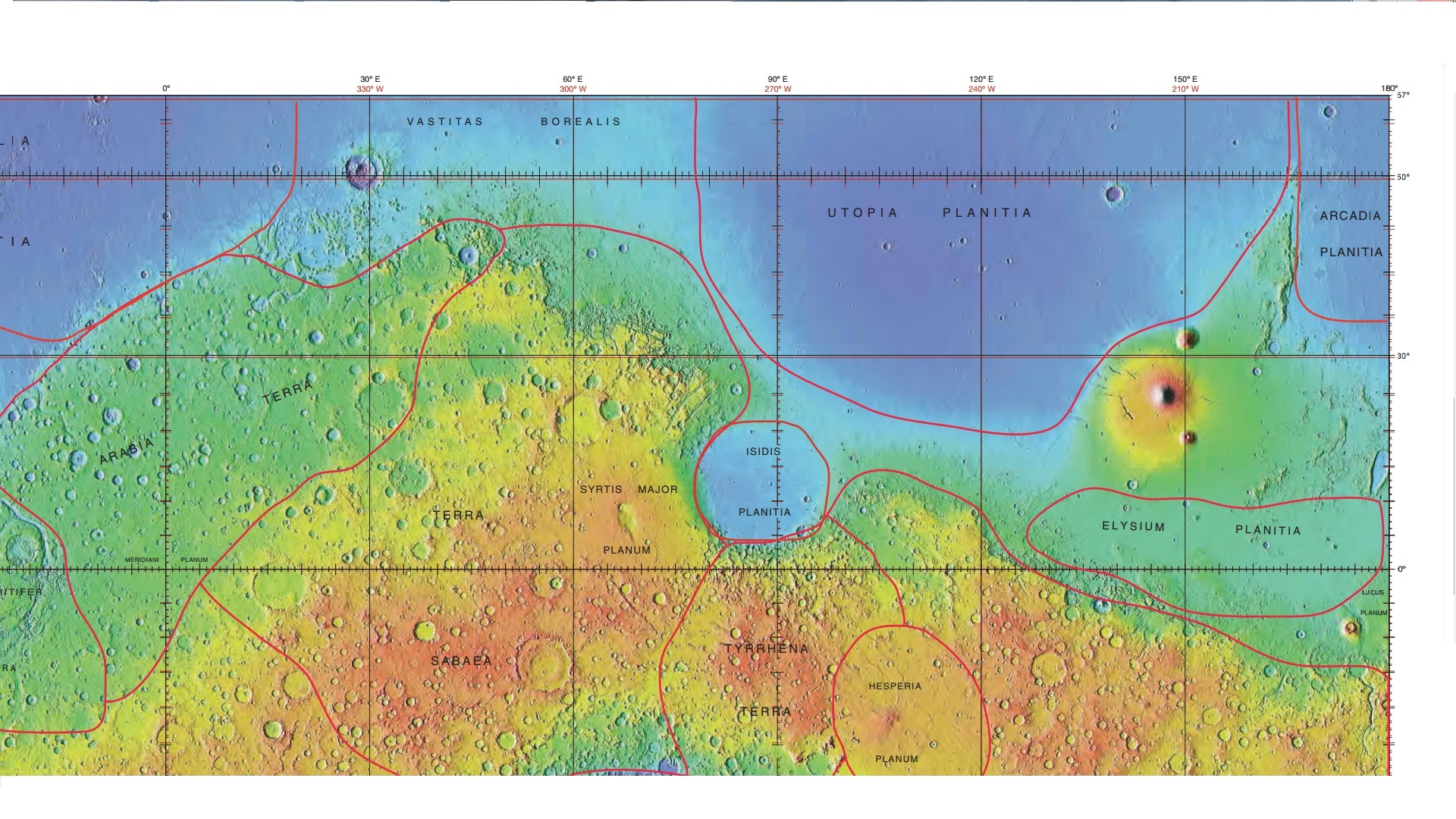
Hoogtekaart van Mars, rechtsboven Utopia Planitia

De Utopia Planitia (Latijn: "Utopie Vlakte") is de vlakte op Mars waar de Amerikaanse marssonde Viking 2 landde op 3 september 1976, en de Chinese marsrover Zhurong landde op 14 mei 2021. De vlakte ligt rond 40° Noorderbreedte en 120° Oosterlengte en is de antipode van Argyre Planitia.
De Utopiagletsjer in Antarctica is naar de vlakte Utopia Planitia op Mars vernoemd.

## Zie ook

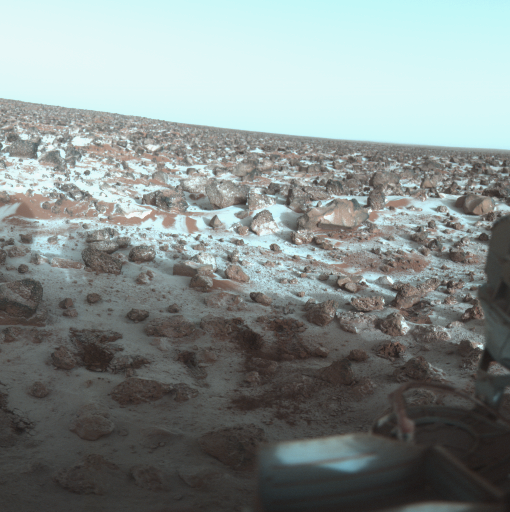
Rijp in Utopia Planitia, NASA/JPL
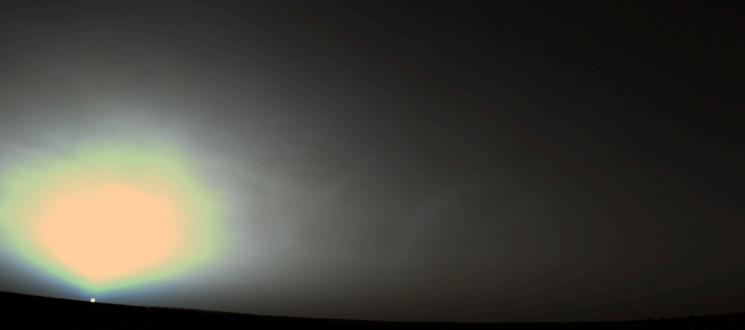
Zonsopgang in Utopia Planitia
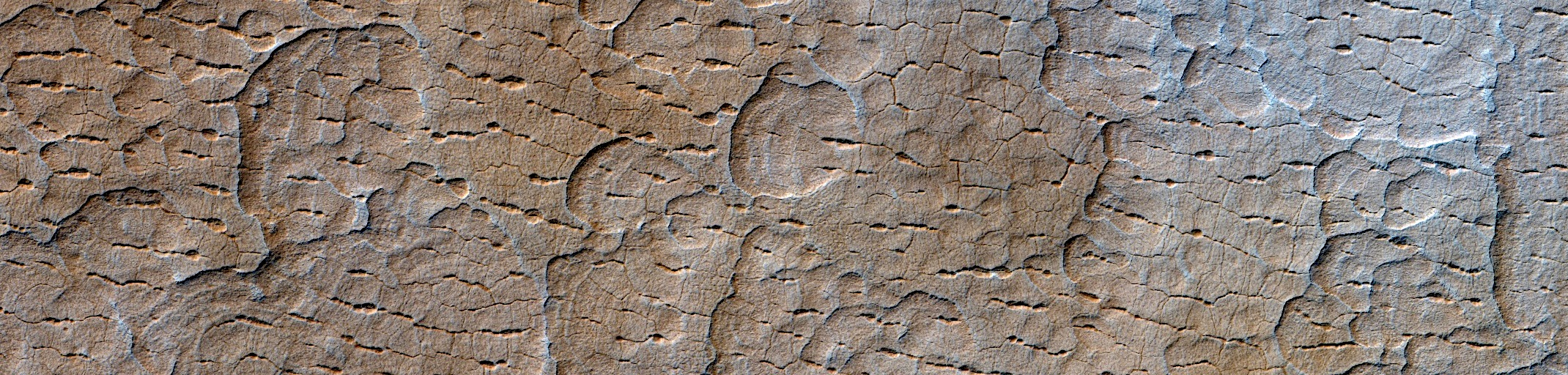
Vorstverwering in Utopia Planitia
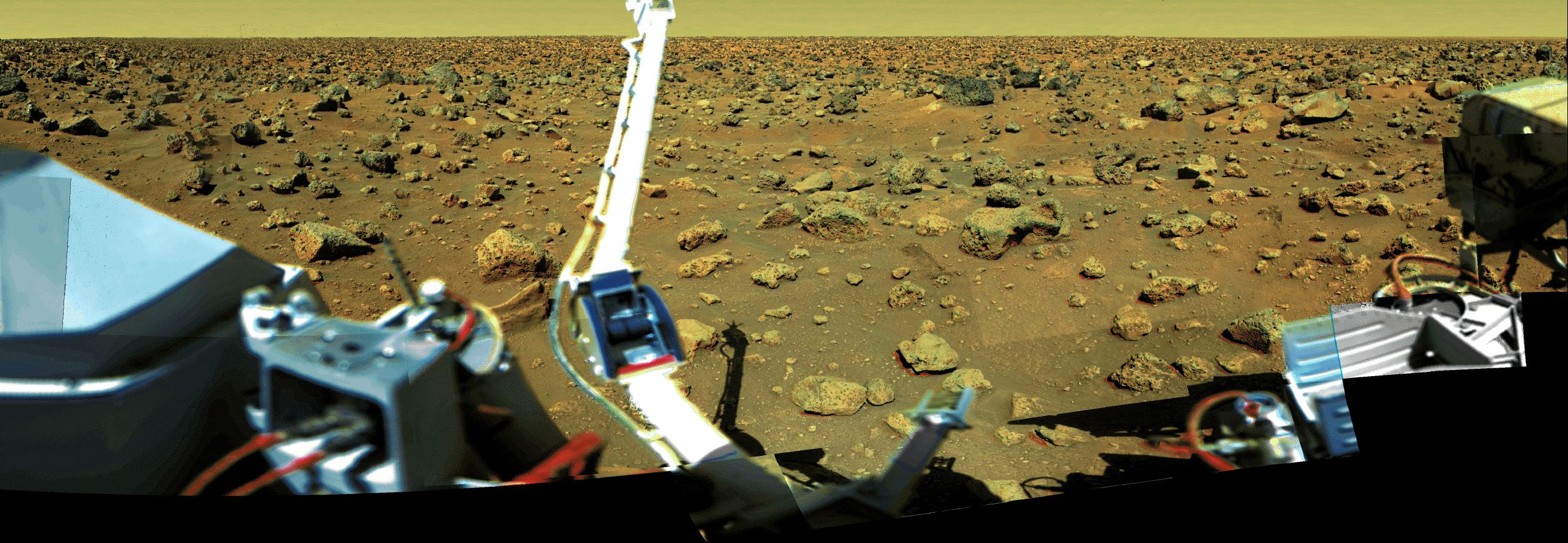
Panorama Viking-2lander
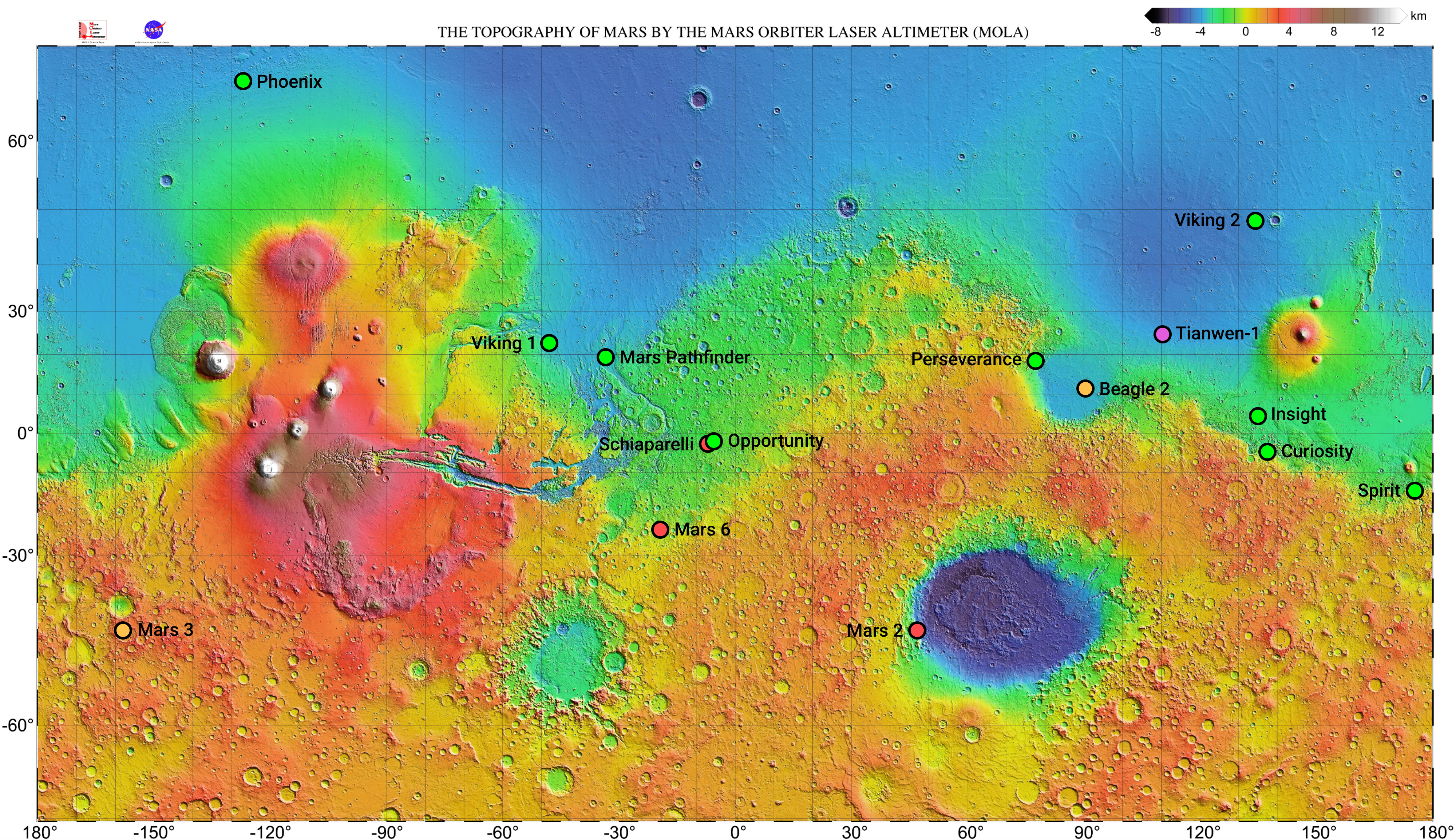
Landingsplaatsen op Mars